# جيمس بويل (سياسي)
جيمس بويل (بالإنجليزية: James Boyle)‏ هو سياسي أمريكي، ولد في 19 أغسطس 1958. حزبياً، نشط في الحزب الديمقراطي. وقد انتخب عضو مجلس ولاية مين.